# Jurgen François
Jurgen François 
(Oostende, 26 maart 1985) is een Belgische wielrenner die in 2006 zijn carrière begon bij Jartazi. 

## Belangrijkste overwinningen
2006
- Zuidkempense Pijl

2007
- GP Rudy Dhaenens

2011
- Textielprijs Vichte